# Pontresina
Pontresina egy község Svájcban Graubünden kantonban. Lakosainak száma 2162 fő (2018. december 31.). Pontresina Madulain, Poschiavo, Samedan, La Punt Chamues-ch, Zuoz, Lanzada, Livigno és Celerina/Schlarigna községekkel határos.

## Népesség
| 2017 | 2 195 |
| 2018 | 2 162 |